# Der goldne Topf
Der goldne Topf ist ein Kunstmärchen von E. T. A. Hoffmann, das 1814 erstmals erschien und 1819 vom Autor überarbeitet wurde. Es gilt als das erfolgreichste Werk Hoffmanns. Der Autor hat dem Werk die Gattungsbezeichnung Märchen aus der neuen Zeit gegeben. Es ist in zwölf „Vigilien“ eingeteilt.

## Inhalt
Die Handlung des Märchens beginnt an einem Himmelfahrtstag in Dresden.
Ein junger Student namens Anselmus stößt am Schwarzen Tor den Korb einer alten Apfelhändlerin um. Um den Schaden der alten Frau zu mildern, gibt er ihr seinen ganzen Geldbeutel, den er eigentlich für die feierlichen Aktivitäten verwenden wollte, rennt dann aber schnell weg. Die Frau beschimpft ihn mit den Worten: „Ja renne, renne nur zu, Satanskind – ins Kristall bald dein Fall – ins Kristall.“ Er hält erst im Linkschen Bad unter einem Holunderbusch. Aus diesem hört er liebliche Stimmen und Geräusche wie von Kristallglocken. Er blickt auf und sieht in die blauen Augen einer Schlange, in die er sich auf der Stelle verliebt. Als sie kurz darauf verschwindet, ist er außer sich und verwirrt.

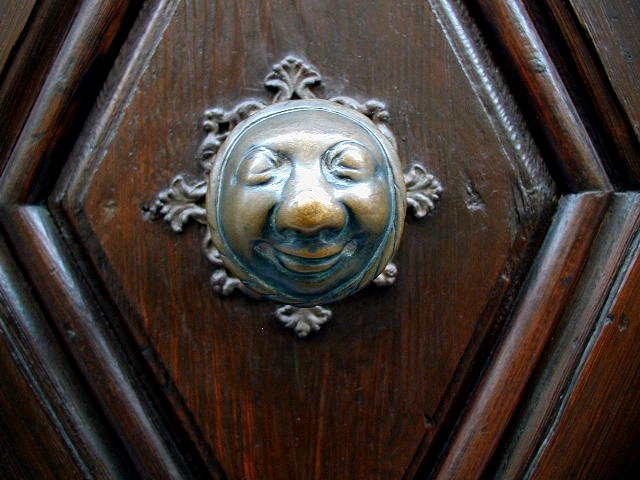
Äpfelweib

Durch Zufall begegnet Anselmus seinem Freund, dem Konrektor Paulmann, der ihn zu sich nach Hause einlädt. Dort trifft er die sechzehnjährige Tochter des Konrektors, Veronika, die von einer gemeinsamen Zukunft mit dem „Hofrat“ Anselmus träumt. Des Weiteren ist der Registrator Heerbrand anwesend, der ihm eine Anstellung als Kopierer alter Schriften bei dem Geheimen Archivarius Lindhorst verschafft, einem verschrobenen Alchemisten und Zauberer.
Für diese Kopiertätigkeit soll er Geld erhalten, so dass der Verlust seines Geldbeutels durch das Äpfelweib ausgeglichen wird.
Als er dort allerdings seinen ersten Arbeitstag beginnen will, erscheint ihm das alte Äpfelweib in der Türklinke und er fällt vor Schreck in Ohnmacht.
Durch Zufall begegnet der Student einige Tage später auf freiem Feld dem Archivarius, der ihn mit seinen Zauberkünsten beeindruckt und ihm verrät, dass die Schlange, die Anselmus gesehen hat, seine Tochter Serpentina ist.
Weiterhin erzählt Lindhorst eine merkwürdige Geschichte aus seiner Familie. Es geht dabei um Phosphorus (bedeutet etwa der Leuchtende), eine schöne Feuerlilie und einen schwarzen Drachen, mit dem Phosphorus kämpfen muss.
Am darauffolgenden Tag tritt Anselmus seine Arbeit an. Er soll fremdsprachige Texte, die er nicht entziffern kann, fehlerfrei kopieren. Lindhorst warnt ihn außerdem ausdrücklich davor, eines der Originale mit Tinte zu beflecken. Glücklicherweise erhält er Hilfe durch Serpentina, weshalb ihm die Arbeit mühelos gelingt. Je mehr er sich mit diesen Schriften beschäftigt, desto vertrauter werden sie ihm und eines Tages kopiert er eine Schrift, deren Inhalt er in mehreren Schritten erfährt und schließlich begreift: Es handelt sich um die Geschichte des Archivarius, der in Wahrheit ein Salamander ist, der Elementargeist des Feuers, und aus der sagenhaften Welt Atlantis verbannt wurde. Um dorthin zurückkehren zu können, muss er seine drei Schlangentöchter verheiraten.
Veronika, die befürchtet, Anselmus und damit eine gesicherte Zukunft als „Frau Hofrätin“ zu verlieren, wendet sich an das Äpfelweib, das ihr in einem nächtlichen Ritual während des Äquinoktiums einen Metallspiegel herstellt. Als der Student wenig später in diesen blickt, hält er Serpentina und die Geschichte des Salamanders für eine Einbildung und verliebt sich in Veronika. Er verspricht ihr, sie zu heiraten, sobald er Hofrat sei. Als er daraufhin eine weitere Schrift Lindhorsts kopieren will, scheint ihm diese fremd, und er verschüttet aus Versehen Tinte auf das Original. Durch einen Zauber wird er in eine Kristallflasche auf einem Regal verbannt.
Dort entdeckt er neben sich weitere Flaschen, in denen sich andere junge Männer befinden, die ebenfalls für den Archivarius gearbeitet haben, allerdings nicht zu bemerken scheinen, dass sie eingekerkert sind. Kurz darauf erscheint die Hexe, die versucht, den goldenen Topf zu stehlen, ein Geschenk des Erdelementargeistes für den Salamander. Da taucht der Archivarius mit seinem Papagei auf, und beide kämpfen gegen das alte Weib und seinen schwarzen Kater. Schließlich besiegt Lindhorst die Hexe, die sich in eine Runkelrübe, ihre wahre Gestalt, verwandelt. Da der Student durch „feindliche Prinzipe“ beeinflusst war, vergibt ihm der Archivarius und befreit ihn aus der Flasche.
Veronika erhält von Heerbrand, der anstatt Anselmus inzwischen Hofrat geworden ist, einen Heiratsantrag und nimmt ihn trotz innerer Zerrissenheit und Gefühlen für Anselmus an. Anselmus heiratet Serpentina, um künftig glücklich im Zauberland Atlantis auf einem Rittergut zu leben.
Lindhorst tröstet zum Schluss den fiktiven Erzähler, der den glücklichen Anselmus beneidet, mit der Aussage, dass jeder Mensch den Zugang zur Poesie hat, in „der sich der heilige Einklang aller Wesen als tiefstes Geheimnis der Natur offenbaret.“

## Interpretationen

### Charakterisierung des Protagonisten
Zwischen Alltagsrealität und phantastischer Welt einerseits und zwischen den „Guten“ und den „Bösen“ andererseits steht der Student Anselmus, der sich auf der einen Seite, von der Rauerin verhext, zu Veronika und einer Karriere als Hofrat, auf der anderen Seite aber (in unverhextem Zustand) zu Serpentina und den Wundern der phantastischen Welt hingezogen fühlt. Im Verlauf der Geschichte gerät Anselmus zwar immer mehr in den Bann des „Bösen“ und wird von den „feindlichen Prinzipen“ gewaltsam zurück in die Alltagsrealität gezogen; die Umkehr bahnt sich aber an, als er nach seinem „Fall ins Kristall“ diese als ein Gefängnis empfindet.
In diesem „Gefängnis“ entscheidet sich Anselmus, der zu „Glaube, Liebe und Hoffnung“ zurückgefunden hat, für Serpentina, befreit sich mit Hilfe des Salamanders vom Bann des „Bösen“ und entschwindet endgültig aus der Alltagsrealität.
Am Schluss findet Anselmus sein Glück in der völligen Hingabe an das Phantastische, obwohl ihn das der Alltagsrealität entfremdet und er ihr so entzogen wird. Dies kann sinnbildlich für die romantische Poesie gesehen werden, die den Menschen aus dem alltäglichen Geschehen reißt, ihn aber auch, wie es die Philister sehen, vereinsamen und weltfremd werden lässt. „Tatsächlich“ jedoch (d. h. in der „Realität“ des Märchens) vereinsamt Anselmus gar nicht, da sein Traum von der „ewigen Liebe“ sich mit Serpentina auf dem Rittergut ihres Vaters in Atlantis verwirklicht, wo sich ihm „der heilige Einklang aller Wesen als tiefstes Geheimnis der Natur offenbart“ – so kommt er zu einer tiefen, umfassenden Erkenntnis der Welt.
Auch Veronika scheint erst zwischen der Alltagswelt und der Welt des Phantastischen zu stehen, da sie sich mit Hilfe von Zauberei die Liebe des Anselmus verschaffen will. Jedoch entsagt sie schließlich jeder Neigung zur Hexerei. Die Schnelligkeit, mit der sie Anselmus „vergisst“ und in eine Heirat mit dem Hofrat Heerbrand einwilligt, zeigt, wie stark sie in der Alltagsrealität und dem bürgerlichen Leben verwurzelt ist. Veronika findet ihre Erfüllung im Leben als Hofrätin. Dabei gelingt es ihr wie ihrem künftigen Ehemann, der Welt des Phantastischen ihre „gefährlichen“ Züge zu nehmen, indem sie die phantastischen Geschichten als poetische Allegorien bewerten.

### Erzähltechnik
Der goldne Topf ist in zwölf Vigilien (Nachtwachen) eingeteilt. Dieser Begriff verweist zum einen auf die Umstände der Entstehung des Werks (es ist ein Produkt nächtlicher Arbeit). Zum anderen schwingt aber auch die Bedeutung „Stundengebet“ in dieser Wortwahl mit: Erstaunlich oft geschehen entscheidende Dinge zur vollen Uhrzeit: Anselmus stürzt um genau drei Uhr in den Äpfelstand, genau mittags um zwölf Uhr wird er Opfer der „Klingelschlangenattacke“ beim Archivarius Lindhorst, und genau um Mitternacht zur Tagundnachtgleiche fertigen die Hexe und Veronika den magischen Spiegel an. Auch dass die Geschichte am Himmelfahrtstag beginnt, enthält eine Anspielung auf „höhere Sphären“, in die die Geschichte eingebunden ist. Letztlich könnte die ganze Geschichte als „magisches Ritual“ (eine Serie von zwölf gebetsartig vorgetragenen Texten) interpretiert werden.
Bevor Anselmus in die Welt der Poesie gelangt, meldet sich der Erzähler zu Wort, der den Leser schon in der „Vierten Vigilie“ direkt angesprochen hat, und wird zum Teil der Märchenhandlung. Er berichtet dem „geneigten Leser“ von seinen Schwierigkeiten, die Erzählung zu Ende zu bringen. Das gelingt ihm, wie er anschließend erzählt, allerdings mit Hilfe des Archivarius Lindhorst, mit dem er Kontakt aufgenommen hat. Indem der Erzähler zum Teil der phantastischen Welt wird, wirbt Hoffmann zum Schluss hin offen für die phantastische Interpretation des Geschehens: Letztlich ist es das Leben in der Poesie, das Anselmus, den Erzähler, den Autor und den „geneigten Leser“ die Erfahrung der Wirklichkeit ertragen lässt.
Diese Wendung wird bereits in der „Elften Vigilie“ deutlich, die (ähnlich wie im klassischen Drama) ein retardierendes Moment enthält: Noch einmal scheint es hier so, als kehre der Erzähler zur rationalistischen Sicht des Märchenanfangs zurück. Dass dem nicht so ist, erkennt man daran, dass Veronika und ihr künftiger Ehemann sich von der fundamentalistischen Haltung des Konrektors Paulmann abwenden, der den irrationalen Aspekten des zuvor Geschehenen nichts Positives abgewinnen kann.

### Verarbeitung von Mythen und Märchen
Was Heerbrand als „orientalischen Schwulst“ bewertet (die phantastischen Erzählungen des „Salamanders“ Lindhorst), ist in Wirklichkeit eine Bearbeitung traditioneller Mythen. Nach der antiken Vier-Elemente-Lehre ist der Salamander ein Elementargeist des Feuers. Entgegen der literarischen Tradition bleibt die Liebe des Menschen (Anselmus) zu einem Naturgeist (der Schlange Serpentina) nicht unerfüllt. Aus der Antike stammt auch das Bild von Atlantis als (eigentlich untergegangenem) Idealstaat.
Der Lilienkelch, einerseits Signum der französischen Könige, anderseits schöne Blüte, weiblich, zeigt möglicherweise die Sehnsucht nach dem weiblichen Geschlecht; der Drache steht in der Mythologie auch für Gottabgewandtheit, für die regenlose, unfruchtbare Zeit, in Hoffmanns Kunstmärchen vielleicht auch für die Askese und das Metall aus der Tiefe der Erde.  Phosphorus muss gegen den Drachen kämpfen, damit er die Feuerlilie wieder findet.
Der Vater des Salamanders, der vor weniger als 385 Jahren starb und dann kurz wieder erwachte, bevor er den Bruder des Salamanders vertrieb, könnte auf die Renaissance bzw. das päpstliche Schisma hindeuten. Die drei Schlangen des Salamanders könnten als Symbol der göttlichen Trinität (Vater, Sohn, Heiliger Geist bzw. auch für Glaube, Liebe, Hoffnung) gelten.
Der goldene Topf könnte einerseits für glückliches, hoffnungsvolles Zusammenleben, aber auch für  Abgrenzung durch Wissen und Kenntnisse von anderen Menschen stehen.
Hoffmann greift auf Motive der Bibel zurück. Er nimmt sich dabei die Freiheit, aus der „bösen“ Schlange – die mythologisch für Weisheit und auch geschlechtliche Liebe steht – der „Genesis“ eine reizvolle, liebenswürdige Gestalt zu machen. Dass Anselmus in Atlantis an Erkenntnis gewinnt, wird in Hoffmanns Märchen positiv bewertet, während in der „Genesis“ das Essen der Frucht vom Baum der Erkenntnis die Vertreibung von Adam und Eva aus dem Paradies zur Folge hat. Die christlichen Tugenden „Glaube, Liebe und Hoffnung“ spielen eine ähnliche Rolle wie beim Apostel Paulus.
Auch Motive aus traditionellen Märchen werden in Hoffmanns Kunstmärchen verwendet. Nach dem Aarne-Thompson-Index sind die Elemente
- „übernatürliche Gegenspieler“ (die Hexe, AaTh 334)
- „übernatürliche Aufgaben“ (die Reise auf der Suche nach dem Glück, AaTh 460B; Freunde in Leben und Tod, AaTh 470)
- „übernatürliche Helfer“ (der bestrafte Zauberer, AaTh 325)
- „magische Gegenstände“ (der Zauberspiegel) und
- „übernatürliche Kraft oder Wissen“ (der Mann, der Tiersprachen versteht, AaTh 670)

in Hoffmanns Märchen zu finden.
Hoffmanns Wirken als „Mythenbewahrer und -schaffer“ macht sich bis heute bemerkbar: Insbesondere Ingo Schulze weist in seinem Beitrag „Nachtgedanken“, der aus Anlass des 800. Jubiläums der Gründung Dresdens geschrieben wurde, darauf hin, dass Hoffmanns Märchen Der goldne Topf einen maßgeblichen Anteil an der Entstehung des „Mythos Dresden“ gehabt habe.

### „Klassiker“ der deutschen Romantik
Im Goldnen Topf existiert die für die Romantik übliche Zweiteilung der Welt in die rational erschließbare Alltagsrealität und das Reich der Phantasie, das sich nur poetisch veranlagten Menschen erschließe. Die Alltagsrealität wird vor allem durch die bürgerliche Familie Paulmann, insbesondere den Konrektor Paulmann, repräsentiert, der sowohl die Geschichten des Archivarius als auch die Erlebnisse des Anselmus für Hirngespinste und Symptome von Geisteskrankheit hält.
Die phantastische Welt wiederum ist aufgeteilt in die Welt der „Guten“, charakterisiert durch Lindhorst als vertriebenen Elementargeist und Salamander, und die Welt der „Bösen“, personifiziert in der „Rauerin“, die „in Wirklichkeit“ (d. h. in der phantastischen Welt) eine „böse Hexe“ und Runkelrübe, mithin Erzfeindin des Salamanders ist.
Ganz konsequent ist Hoffmann bei der Einteilung der Welt in „Gute“ und „Böse“ allerdings nicht. Denn bei genauerem Hinsehen gibt der Erzähler Lindhorst/dem Salamander nicht nur „gute“ und der Rauerin/dem Äpfelweib/der Runkelrübe nicht nur „böse“ Züge: Immerhin ist der Salamander aus Atlantis vertrieben worden, und die Rauerin verweist Veronika gegenüber darauf, dass sie „die weise Frau“ darstelle, die von dem „weisen Mann“ (Lindhorst) beherrscht werden solle, wogegen sie sich aber wehre – ein Motiv, das an die Zauberflöte von Mozart/Schikaneder erinnert.

### Hoffmann als Autor
Auch in Hoffmanns Leben gibt es eine Zweiteilung, und zwar die zwischen dem „seriösen“ Beamten, der tagsüber seiner eher trockenen Arbeit nachgeht, und dem Dichter, der nachts seine phantastischen Werke schreibt. Auch der Erzähler ist offenbar ein „Nachtarbeiter“, der demzufolge die Ergebnisse der Arbeit einer Nacht „Vigilien“ nennt.
E. T. A. Hoffmann war – anders als Goethe, der bei seinem Urteil, Romantiker seien „krank“, vor allem an Hoffmann dachte – wie viele Romantiker von Geldsorgen geplagt und durch widersprüchliche Gedanken und Gefühle gekennzeichnet: der Obrigkeit, der Französischen Revolution und der Monogamie gegenüber.  Die Zerrissenheit des Protagonisten spiegelt insofern die des Autors wider.

### Politische Situation zu Beginn des 19. Jahrhunderts
Eine weitere Deutung ist auf der politischen Ebene möglich. Viele Romantiker entwerfen in ihren Werken Gegenwelten zur erfahrbaren Realität, sehnen sich nach dem „Goldenen Zeitalter“. So kann man die bürgerliche Welt mit den zur Zeit der Entstehung des Goldnen Topfes herrschenden Ordnung des Ancien Régime identifizieren, die sich zwar durch Ruhe, Frieden und Sicherheit, aber auch durch Unfreiheit der Bürger auszeichnete, dargestellt in der Enge der Kristallflasche, die weniger empfindsame Mitmenschen (wie die „Leidensgenossen“ von Anselmus) gar nicht als solche empfinden.
Gleichzeitig wird gelegentlich eine Gleichsetzung des Archivarius Lindhorst mit Napoleon erwähnt. Da jedoch Napoleon im Jahr 1813, als Hoffmann sich im Geiste bereits mit dem Märchen Der goldne Topf beschäftigte, seine vernichtende Niederlage in der Völkerschlacht bei Leipzig erlitt, ist eine Gleichsetzung des positiv dargestellten Lindhorst mit Napoleon unwahrscheinlich.
Plausibler scheint die Deutung, Hoffmann habe sich und seinem Publikum eine Möglichkeit schaffen wollen, grausame Alltagserfahrungen poetisch zu kompensieren, indem er eine erfahrbare Gegenwelt schafft, die Dichtung. Der Leser wird des Öfteren vom Erzähler dazu aufgefordert, die Figuren des Märchens in seinem Leben wiederzuerkennen. Negativ gezeichnet werden dabei auch „typisch deutsche“ Philister wie der Konrektor Paulmann, den schon seine eigenen alkoholbedingten „Anfälle“ ängstigen (wegen des damit verbundenen Verlusts an Selbstkontrolle), erst recht aber Anselmus' Exzesse. Hier kritisiert Hoffmann den deutschen Spießer.
Während der Entstehungszeit des Märchens Der goldne Topf schrieb Hoffmann in sein Tagebuch: „Alles ist eins!“ – die dialektische Erkenntnis, dass Widersprüche sich bedingen und letztlich aufheben, kann auch politisch gedeutet werden. In der Welt der Poesie leben alle Wesen im Einklang mit sich und der Natur. Hoffmann war nicht umsonst der Lieblingsautor von Karl Marx.

### Opern
Im Jahr 1941 wurde in Darmstadt die Oper Der Goldene Topf von Wilhelm Petersen uraufgeführt.
Im Mai 1989 wurde in Dresden die Oper Der Goldene Topf von Eckehard Mayer uraufgeführt, Libretto von Ingo Zimmermann nach E. T. A. Hoffmann.

### Hörspiele
Der goldene Topf, SDR 1952
Der Traum vom Glück, Rundfunk der DDR 1979

### Rezeption
Dennis McCort: The Golden Pot. – A Fairytale for Our Time. PalmArtPress, Berlin 2021, ISBN 978-3-96258-109-1.